# Oestricher Burg
Die Oestricher Burg befand sich auf dem Oestricher Burgberg bei Oestrich, einem Stadtteil von Iserlohn. Die Höhenburg erhob sich über das Tal der Lenne und diente unter anderem Dietrich von Altena-Isenberg als Stützpunkt während der Isenberger Wirren im 13. Jahrhundert.
Die Anlage wurde von der Familie Isenberg errichtet und bestand auf einer Fläche von etwa 18 Hektarn aus zwei Ringwällen – Westwall und Ostwall – und zwei geraden Wällen – Nordwall und Mittelwall. Im 13. Jahrhundert baute Dietrich von Altena-Isenberg die Burg zu einer steinernen Funktionsburg mit Bergfried aus. Die wichtigen Teile lagen wohl innerhalb des Westwalls.
Da die Burg nach den Isenberger Wirren nicht mehr genutzt wurde, verfiel die Anlage. Reste der Wälle sind auf der Hochfläche des Burgbergs an mehreren Stellen im Wald zu erkennen. Mauerreste mit dem als „Sonnenloch“ bezeichneten, genau nach Osten ausgerichteten Schlupftor und der Stumpf des Bergfriedes gingen durch den Kalkabbau nach 1945 verloren.
Das Gelände steht seit 1986 als Bodendenkmal unter Denkmalschutz.